# Panchmahal (huyện)
Huyện Panch Mahals là một huyện thuộc bang Gujarat, Ấn Độ. Thủ phủ huyện Panch Mahals đóng ở Panch Mahals. Huyện Panch Mahals có diện tích 5219 ki lô mét vuông. Đến thời điểm năm 2001, huyện Panch Mahals có dân số 2024883 người.